# Sarraziet
Sarraziet település Franciaországban, Landes megyében. Lakosainak száma 241 fő (2022. január 1.). Sarraziet Coudures, Eyres-Moncube, Montsoué és Vielle-Tursan községekkel határos.

## Népesség
A település népessége az elmúlt években az alábbi módon változott:
| Lakosok száma | 160  | 153  | 161  | 190  | 212  | 219  | 240  | 248  | 254  | 241  |
|               | 1968 | 1982 | 1990 | 2006 | 2013 | 2015 | 2017 | 2019 | 2020 | 2022 |